# Junio Ricardo da Rocha
Junio Ricardo da Rocha (Baixo Guandu, 27 febbraio 1997) è un ex calciatore brasiliano, di ruolo difensore.

## Caratteristiche tecniche
È un terzino destro.

## Carriera
Cresciuto nel settore giovanile del Ponte Preta, ha esordito in prima squadra il 5 febbraio 2014 disputando l'incontro del Campionato Paulista vinto 1-0 contro il Comercial-SP.

## Palmarès

### Club

#### Competizioni nazionali
- Segunda Liga: 1

Rio Ave: 2021-2022